# 에드와 아보와
에드와 아보와(Adwoa Aboah, 1992년 5월 18일 ~ )는 잉글랜드의 모델이다.